# Mariner 4
Mariner 4 was een Amerikaanse onbemande ruimtemissie naar Mars in de jaren zestig. Doel van deze missie was opnames van de planeet te maken en onderzoek te doen naar eventuele stralingsgordels bij Mars. Ook kon NASA zo ervaring op doen met lange interplanetaire vluchten. 
Deze vlucht zorgde voor de eerste foto's van Mars door een onbemand ruimtevaartuig; tevens was dit het eerste ruimtevaartuig dat succesvol Mars bereikte. 

## Eerdere Russische pogingen
De Russische Zond 2, die twee dagen na de Amerikaanse verkenner werd gelanceerd tijdens het lanceervenster van 1964, verloor contact met de Aarde op weg naar de rode planeet. De Zond 2 passeerde Mars op een afstand van ongeveer 1500 km. Ook de eerste Russische poging faalde: de Mars 1 (lanceerdatum 1 november 1962) ging eveneens verloren doordat het radiocontact in de buurt van Mars verbroken werd. Mars 1 miste de planeet op 193.000 km; zowel de Zond 2 als de Mars 1 kwamen vervolgens in een heliocentrische baan.

## Tijdgeest
In deze vroege jaren van de ruimtevaart ontbeerde de toenmalige stand der techniek de mogelijkheid om sondes af te remmen en in een baan om een andere planeet te brengen. Het gold al als een hele prestatie als men het beoogde doel niet miste en op miljoenen kilometers afstand voorbij vloog - vooropgesteld dat de draagraket functioneerde ...
Ruimtevaart was in die tijd behalve een ideologische zoektocht naar het onbekende, vooral een prestigeproject in de Koude Oorlog. Daardoor beschikten de Amerikaanse en Russische ruimtevaartorganisaties over veel geld. Zowel het Witte Huis als het Kremlin hadden veel belang bij goede resultaten, want primeurs in de ruimterace impliceerden de technologische superioriteit van een van beide landen. De kennis die voortkomt uit de ruimtevaart, zou voor militaire doeleinden gebruikt kunnen worden. En wellicht dat kolonisatie van maan en Mars ook strategische voordelen zou opleveren, hoewel dit laatste ook vandaag de dag toekomstmuziek is. In de beginjaren waren de Russen superieur. Zij slaagden als eersten erin een mens in een baan rond de aarde te brengen. Later hadden de Amerikanen de primeurs met de eerste mens op de maan en met de Mariner 4 de eerste foto's van Mars.

## Technische uitrusting

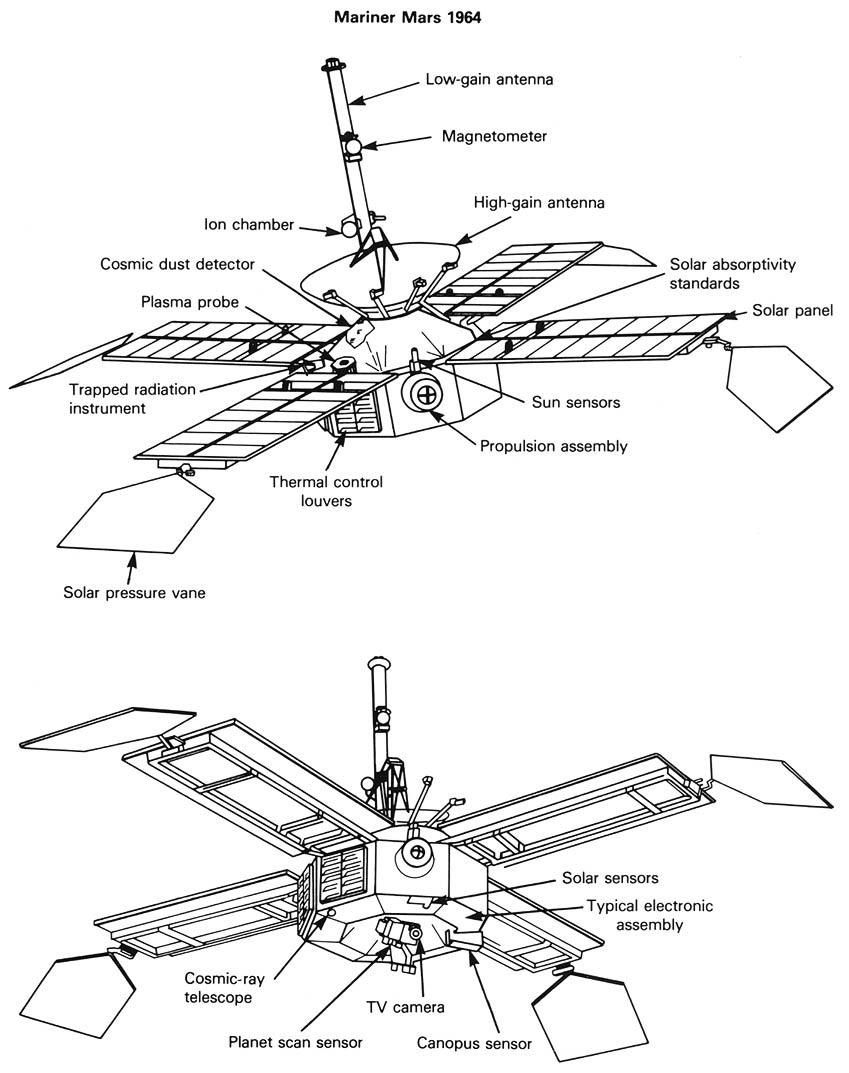
Schema van Mariner 4

### Afmetingen vluchtinstrumenten en temperatuurregeling
De Mariner 4 bestond uit een octogonaal magnesium frame van 45,7 cm hoogte met een diameter van 1,27 m. Het vaartuig beschikte over vier zonnepanelen, had een spanwijdte van 6,88 m, met bovenop een hooggevoelige schotelantenne met een doorsnede van 1,17 m. Een laaggevoelige antenne voor alle richtingen was bevestigd aan een 2,24 m hoge mast naast de schotelantenne. De totale hoogte bedroeg 2,89 m.
De zonnepanelen maten ieder 176 × 90 cm met in totaal 28.224 zonnecellen, die in de nabijheid van Mars een vermogen van 310 watt opwekten. Verder had de robotverkenner een 1200 Wh zilver-zinkaccu aan boord, die werd ingezet tijdens baanmanoeuvres en als reserve.
De hoofdmotor had een stuwkracht van 222 N en gebruikte hydrazine als brandstof. Drie gyroscopen, gecombineerd met twaalf op stikstof werkende stuurraketjes op het eind van ieder zonnepaneel, fungeerden als standregeling. Aan ieder zonnepaneel was een zonnewindzeil met een oppervlakte van 65 cm² bevestigd. Een canopussensor, aardesensor, marssensor en vier zonnesensoren completeerden het systeem.
Gegevens hoefden niet meteen te worden overgeseind; het schip was met een bandrecorder uitgerust waarop maximaal 5,24 miljoen bits konden worden opgeslagen om later door te zenden.
De boordcomputer en andere instrumenten werden beschermd tegen overmatige warmte en kou door gebruikmaking van instelbare lamellen, enige thermische dekens, gepolijste aluminium dekplaten en oppervlaktebehandelingen.

### Wetenschappelijke instrumenten

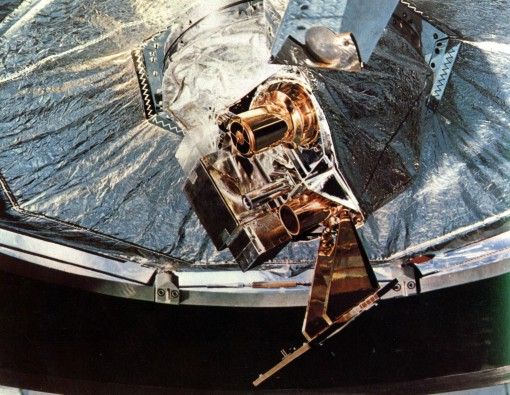
Camera van Mariner 4

- Tv-camera, om beelden van de rode planeet door te zenden. Deze maakte beelden van matige kwaliteit met een oplossend vermogen van 200 beeldlijnen met ieder 200 beeldpunten. Informatie over iedere pixel werd via 6 bits opgeslagen op band, dus een opname van Mars besloeg 240.000 bits in zwart-wit met 64 grijstinten.
- Helium magnetometer, voor onderzoek naar het interplanetaire magnetisch veld. Hoewel vooral tijdens de vlucht naar Mars werd gemeten, deed het ook metingen in de directe nabijheid van Mars. Dit apparaat woog 2½ kg.
- Plasmameter, om energie, flux en richting van protonen te bepalen.
- Kosmische stralingstelescoop, voor onderzoek naar kosmische straling. Deze had een vermogen van 0,6 watt en woog 5¾ kg. Hiermee stelde men de flux van protonen vast tussen 15-70 MeV en 70-170 MeV, van alfadeeltjes tussen 15-70 MeV/nucleon en boven 70 MeV/nucleon; zowel protonen als alfadeeltjes tussen 1,2-15 MeV/nucleon. Deze stond altijd van de zon af gericht. Dit instrument deed zijn werk feilloos, tot in oktober 1965 de sonde werd uitgeschakeld. Toen Mariner 4 weer werd ingeschakeld ontving NASA hiervan geen gegevens meer.
- Detector voor kosmische straling met lage energie, ontworpen door James Van Allen (waarnaar de Van Allen-gordels zijn vernoemd).
- Kosmische straling-ionisatiemeter. Deze mat de ionisatie veroorzaakt door en de hoeveelheid van geladen deeltjes in het bereik van ≥ 0,5 MeV voor elektronen en ≥ 10 MeV voor protonen. Het instrument raakte verzadigd rond 3 maart 1965 en viel uit, zodat men in de directe nabijheid van Mars geen metingen kon verrichten.
- Kosmisch stof detector, om de hoeveelheid kosmisch stof te meten, bestaande uit een aluminium plaat van 22 × 22 cm die aan beide zijden was bedekt met een niet geleidend materiaal en beschikte over een akoestische zender/ontvanger. Deze stelde de lading en hoeveelheid stof tussen de Aarde en Mars vast. De vluchtleiding stelde dit instrument iedere dag opnieuw af en het bleef tot het einde goed functioneren.
- Occultatie-experiment, om tijdens occultatie van Mariner 4 door Mars door middel van onderzoek naar signaalsterkte van diens radiozender onderzoek naar de Martiaanse atmosfeer te doen. Door atmosferische refractie veranderde het signaal gedurende korte tijd (twee maal twee minuten als de sonde achter de planeet verdween of weer naast de planeet opdook).
- Verder stelden wetenschappers de massa van zowel Maan en Mars, als de astronomische eenheid nauwkeuriger vast met behulp van het dopplereffect.[1]

## Verloop van de vlucht

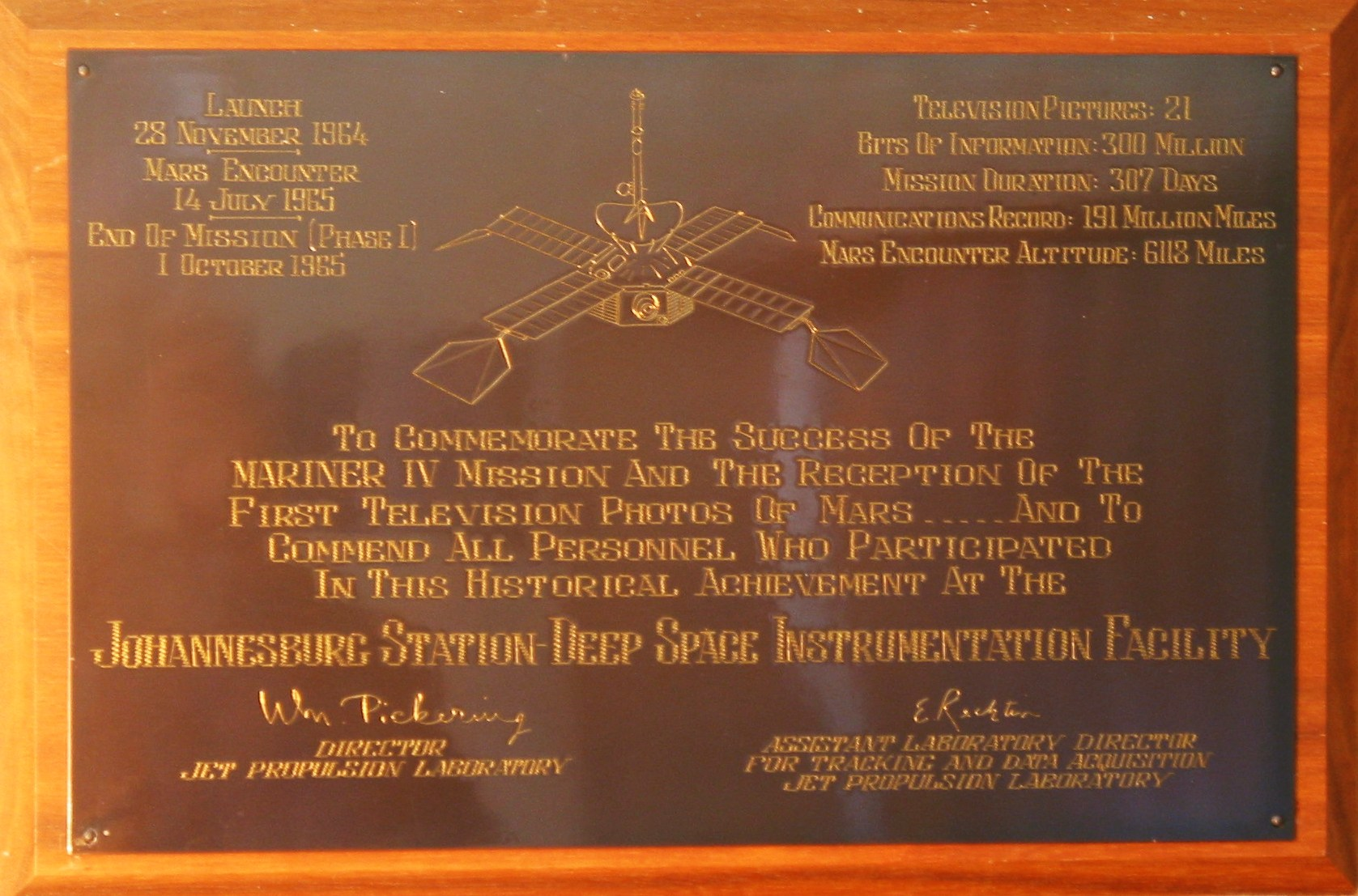
Plaquette in de foyer van het vluchtleidingscentrum

### Lancering
De Mariner 4 werd gelanceerd op 28 november 1964 met een Atlas-Agena draagraket vanaf Cape Canaveral. Deze sonde had een bescheiden gewicht van 261 kg en kostte 83,2 miljoen dollar. NASA construeerde in de drie weken voor de lancering snel een andere stroomlijnkap (waarmee de sonde is afgedekt tijdens lancering), omdat een nieuw nog niet in de praktijk getest ontwerp tijdens lancering van de Mariner 3 niet loskwam van de draagraket. Dit resulteerde in een mislukking.

### Blunder tijdens koerswijziging
Na acht dagen volgde een koerscorrectie, die bijna fataal afliep door een fout van een vluchtleider. Nadat de noodzakelijke commando's hiervoor in een datapakketje waren verpakt, begon het grondstation met het verzenden daarvan. Echter, tijdens het overseinen liep er toevallig een technicus de zaal binnen, die opmerkte dat een schakelaar op "aan" stond en hij zette deze uit, in de normale positie. Slechts het bevel tot koerswijziging was nu doorgezonden, maar het commando om daarna de zonnepanelen opnieuw op de zon te richten niet. Gelukkig bleef dit zonder grote gevolgen, aangezien het koerswijzigingsbevel nu een fout bevatte, waardoor Mariner 4 de ontvangen instructies niet uitvoerde.
Afgezien van een weerbarstige Canopussensor, die er een handje van had om zich steeds op verkeerde lichtbronnen te richten, gebeurde er verder weinig opzienbarends. De sonde begon zijn lange reis naar Mars.

### Aankomst bij Mars

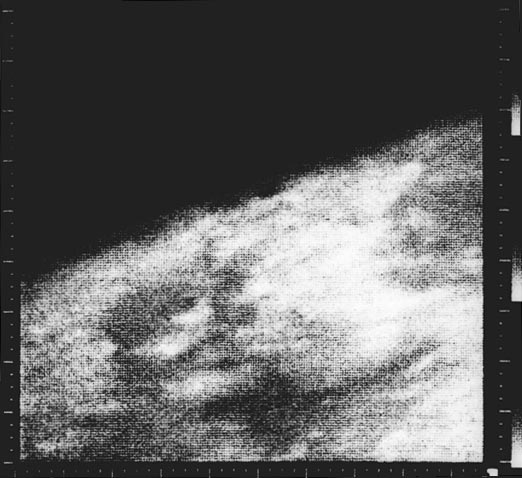
De eerste close-upfoto van Mars, gemaakt op 15 juli 1965 door Mariner 4

Na een vlucht van 7½ maand kwam Mariner 4 op 14 juli 1965 aan bij de rode planeet, die de mensheid al eeuwen gefascineerd had. De boordinstrumenten om de planeet te onderzoeken werden ingeschakeld en op 15 juli begon de camera met het doorzenden van de eerste close-upopnamen, die ooit vanuit een ruimtevaartuig van Mars waren genomen. Een primeur voor de Amerikanen.
Mariner 4 nam 21 foto's terwijl hij langs Mars vloog, de kortste afstand tot de planeet bedroeg 9600 km. Door de grote afstand was het niet mogelijk de beelden rechtstreeks over te seinen. In plaats daarvan legde de verkenner iedere foto vast op band om later te verzenden. Voor de zekerheid gebeurde dit met iedere foto twee keer, nadat de sonde weer vanachter de planeet was opgedoken. Het overseinen duurde tot 3 augustus. De opnames toonden een landschap dat was bedekt met kraters, die veel weg hadden van die op de maan. Astronomen namen na bestudering van de foto's aan, dat de gehele oppervlakte van Mars er zo uitzag. Dit bleek tijdens latere missies echter niet het geval. Door toeval fotografeerde Mariner 4 alleen kraterachtige terreinen. De Mariners 6, 7 en 9 toonden later aan dat op de rode planeet tevens grote kloven, diepe ravijnen, imposante vulkanen en uitgestrekte vlakke gebieden met geen of weinig detail voorkwamen. Mariner 4 vond geen van de in vroeger tijden veelvuldig vanaf de aarde waargenomen kanalen en toonde evenmin de aanwezigheid van vloeibaar water aan.
In totaal cartografeerde de verkenner slechts een bescheiden 1% van Mars. De minuscule veranderingen in het radiosignaal gaven astronomen een indruk van de ionosfeer van Mars. De luchtdruk bleek minder dan 1% dan op zeeniveau op aarde, terwijl stralingsgordels of magnetosfeer bijna geheel ontbraken. De atmosfeer bleek grotendeels uit CO2 te bestaan, met een druk tussen 4,1 en 7 millibar.

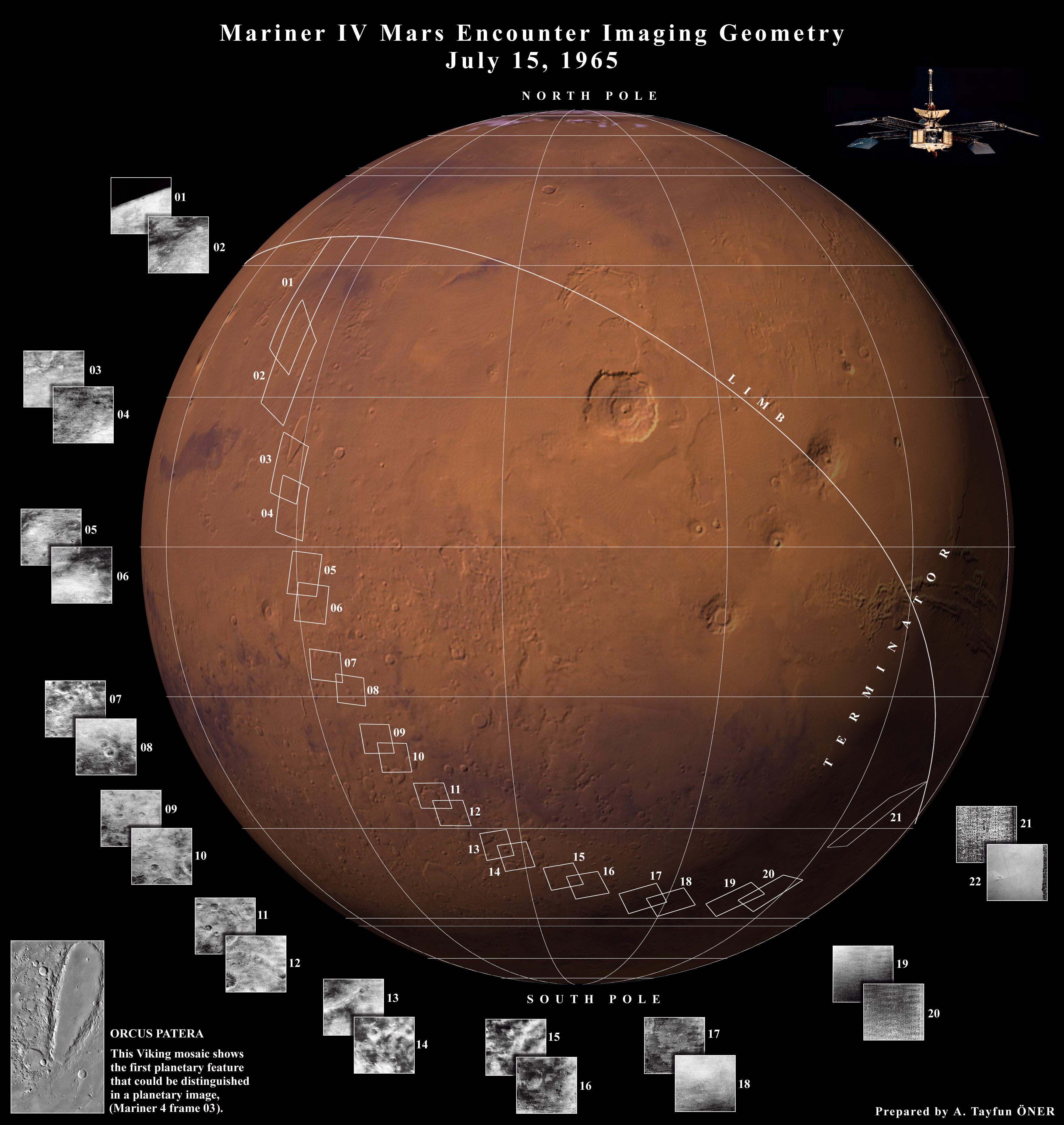
Overzicht van gecartografeerde gebieden

Mariner 4 merkte een uiterst zwakke stralingsgordel op met een veldsterkte van slechts 0,1% van die van de aarde. De gemeten temperatuur aan de dagzijde van Mars kwam uit op -100° C. Door de lage luchtdruk werd wel duidelijk dat een landing op Mars met alleen parachutes een utopie was; toekomstige verkenners zouden moeten worden uitgerust met remraketten. Daarnaast meenden de geleerden dat er gezien de geringe luchtdruk geen astrobiologisch leven op Mars aanwezig was.

### Na passage
Nadat de Mariner 4 Mars voorbij gevlogen was, bleef de vluchtleiding contact houden met het ruimtevaartuig tot op 1 oktober 1965, op een afstand van 309,2 miljoen kilometer, het radiocontact verloren ging. In 1967 herstelde NASA de verbinding voor testen met de standregeling ten behoeve van de Venusmissie van Mariner 5. Deze was min of meer van hetzelfde type.
Op 15 september van dat jaar telde de detector voor kosmisch stof in amper een kwartier tijd 17 inslagen, waarschijnlijk veroorzaakt door een regen van micrometeorieten. Hierdoor raakte de sonde tijdelijk uit balans en een afdekplaat liep enige schade op.

### Einde van de missie
Tijdens een nieuwe meteorietenregen op 10 en 11 december telde NASA 83 inslagen. De voorraad brandstof voor de standregeling was echter uitgeput, waardoor de sonde in een andere positie zwenkte met als gevolg een zwak radiosignaal. Op 21 december 1967 zweeg Mariner 4 voorgoed.